# Echinocereus klapperi
Echinocereus klapperi är en kaktusväxtart som beskrevs av W. Blum. Echinocereus klapperi ingår i släktet Echinocereus och familjen kaktusväxter. Inga underarter finns listade i Catalogue of Life.